# Vuelta Ciclista del Uruguay
Vuelta Ciclista del Uruguay – wieloetapowy wyścig kolarski odbywający się od 1939, a od 1946 corocznie zazwyczaj w kwietniu w Urugwaju. W 2005 i od 2009 jest częścią UCI America Tour. Posiada kategorię 2.2.

## Zwycięzcy
| Rok  | Pierwsze                | Drugie                   | Trzecie                  |
| ---- | ----------------------- | ------------------------ | ------------------------ |
| 1939 | Leandro Noli            | Paulino García           | Luis Modesto Soler       |
| 1941 | Abel Vera               | Elbio Barrios            | Atilio François          |
| 1946 | Atilio François         | Ángel Irigoyen           | Juan de Armas            |
| 1947 | Atilio François         | Miguel García            | Guillermo Corbella       |
| 1948 | Atilio François         | Luis Ángel de los Santos | Miguel García            |
| 1949 | Luis Alberto Rodríguez  | Juan Silva               | Virgilio Pereyra         |
| 1950 | Virgilio Pereyra        | Primo Zuccotti           | Mario De Benedetti       |
| 1951 | Próspero Barrios        | Mario De Benedetti       | Luis Ángel de los Santos |
| 1952 | Dante Sudati            | Luis Serra               | Hugo Machado             |
| 1953 | Aníbal Donatti          | Juan Bautista Tiscornia  | Mario De Benedetti       |
| 1954 | Luis Serra              | Sixto García             | Alberto Velázquez        |
| 1955 | Luis Serra              | Dante Sudati             | Miguel Curto Pérez       |
| 1956 | Juan Bautista Tiscornia | Walter Moyano            | Mario González           |
| 1957 | Walter Moyano           | Héctor Castro            | René Deceja              |
| 1958 | René Deceja             | Pedro Lartegui           | Gabriel Barrios          |
| 1959 | Héctor Placeres         | Francisco Pérez          | Luis Serra               |
| 1960 | Walter Moyano           | Héctor Placeres          | René Deceja              |
| 1961 | Gabriel Barrios         | Rubén Etchebarne         | Ricardo Vázquez          |
| 1962 | Rubén Etchebarne        | René Deceja              | Walter Moyano            |
| 1963 | Walter Moyano           | Ricardo Vázquez          | Dardo Sánchez            |
| 1964 | Walter Moyano           | Francisco Pérez          | Vid Cencic               |
| 1965 | Juan José Timón         | Walter Moyano            | Claudio Rosa             |
| 1966 | Tomás Correa            | Walter Moyano            | Roberto Bica             |
| 1967 | René Deceja             | Luis Breppe              | Alberto Ferrazán         |
| 1968 | Jorge Correa            | Walter Moyano            | Oscar Almada             |
| 1969 | Walter Moyano           | Luis Sosa                | Jorge Jukich             |
| 1970 | Giuseppe Maffeis        | Pedro de Souza           | Luis Carlos Florès       |
| 1971 | Pedro de Souza          | Luis Sosa                | Luis Carlos Florès       |
| 1972 | Walter Tardáguila       | Jorge Jukich             | Saúl Alcántara           |
| 1973 | Dumas Rodríguez         | Humberto Grasso          | Adán Mansilla            |
| 1974 | Rubén Messones          | Giovanni Fedrigo         | Saúl Alcántara           |
| 1975 | Antonio Díaz            | Jorge Cuccia             | José Mockford            |
| 1976 | Raúl Labbate            | Walter Tardáguila        | Diver Ferrari            |
| 1977 | Carlos Alcántara        | Washington Díaz          | Adán Mansilla            |
| 1978 | Saúl Alcántara          | Juan Carlos Seijo        | Raúl Richiessi           |
| 1979 | Gerardo Bruzzone        | Ricardo Rondán           | Omar Roberto Richeze     |
| 1980 | Juan Carlos Ruarte      | Ricardo Calleri          | Juan Carlos Seijo        |
| 1981 | Alcides Etcheverry      | Rafael Acevedo           | Héctor Scayola           |
| 1982 | Pedro Omar Caino        | Federico Moreira         | Juan Carlos Haedo        |
| 1983 | Eduardo Trillini        | Luis Moyano              | Federico Moreira         |
| 1984 | Rogelio Arango          | Federico Moreira         | Juan Carlos Seijo        |
| 1985 | José Asconeguy          | Rubén Cano               | Ramiro Vidal             |
| 1986 | Federico Moreira        | Alcides Etcheverry       | José Asconeguy           |
| 1987 | José Asconeguy          | Federico Moreira         | Antonio Quintero         |
| 1988 | Rubén Companioni        | Eduardo Trillini         | Antonio Hernández        |
| 1989 | Federico Moreira        | Sergio Tesitore          | Carlos García            |
| 1990 | Federico Moreira        | Roland Flauyaguet        | Eduardo Trillini         |
| 1991 | Federico Moreira        | Sergio Llamazares        | Alejandro Beldorati      |
| 1992 | Andrés Maiztegui        | Sergei Biakov            | Walter Rafael Silva      |
| 1993 | José Asconeguy          | José Maneiro             | Jamil Suaidem            |
| 1994 | Wiaczesław Dżawanian    | Jewhen Zahrebelny        | Gustavo Figueredo        |
| 1995 | Gustavo Figueredo       | Oleg Ripa                | Sergio Llamazares        |
| 1996 | Milton Wynants          | Federico Moreira         | Hernán Cline             |
| 1997 | Federico Moreira        | Márcio May               | Hernandes Quadri         |
| 1998 | Jorge Giacinti          | Sergio Tesitore          | Márcio May               |
| 1999 | Federico Moreira        | Javier Gómez             | Marlon Pérez Arango      |
| 2000 | Javier Gómez            | Federico Moreira         | Carlos Quiroga           |
| 2001 | Javier Gómez            | Alejandro Acton          | Milton Wynants           |
| 2002 | Gustavo Figueredo       | Federico Moreira         | Alejandro Acton          |
| 2003 | Luis Alberto Martínez   | Daniel Fuentes           | Jorge Libonatti          |
| 2004 | Jorge Giacinti          | Daniel Fuentes           | Miguel Direnna           |
| 2005 | Alvaro Tardáguila       | Daniel Fuentes           | Alejandro Acton          |
| 2006 | Juan Guillermo Brunetta | Jorge Bravo              | Luis Alberto Martínez    |
| 2007 | Jorge Bravo             | Sebastián Cancio         | Richard Mascarañas       |
| 2008 | Richard Mascarañas      | Néstor Pías              | Ramiro González          |
| 2009 | Scott Zwizanski         | Ricardo Guedes           | Richard Mascarañas       |
| 2010 | Richard Mascarañas      | Hernán Cline             | Ramiro González          |
| 2011 | Iván Casas              | Darío Díaz               | Jorge Soto               |
| 2012 | Magno Nazaret           | Tom Zirbel               | Edgardo Simón            |
| 2013 | Cristian Egídio         | Murilo Affonso           | José Luis Miraglia       |
| 2014 | Mariano De Fino         | Gonzalo Tagliabúe        | Gregory Duarte           |
| 2015 | Carlos Oyarzún          | William Chiarello        | Flavio dos Santos        |
| 2016 | Néstor Pías             | Laureano Rosas           | Richard Mascarañas       |
| 2017 | Magno Nazaret           | Murilo Affonso           | Flavio dos Santos        |
| 2018 | Magno Nazaret           | Juan Pablo Dotti         | Agustín Moreira          |
| 2019 | Walter Vargas           | Cristian Egídio          | Nicolás Tivani           |
| 2022 | Agustín Alonso          | Pablo Troncoso           | Fernando Méndez          |
| 2023 | Jorge Giacinti          | Roderick Asconeguy       | André Gohr               |